# Peter Kelder (schrijver)
Peter Kelder is een Amerikaanse schrijver.
Kelder schreef in 1985 het boek Ancient Secret of the Fountain of Youth, naar verluidt een herdruk van zijn eerdere boek The Eye of Revelation uit 1939. Het boek werd naar het Nederlands vertaald als Fontein der Jeugd. Vijf oude Tibetaanse oefeningen om jong, gezond en vitaal te blijven. Het werd een bestseller en er werden meer dan twee miljoen exemplaren verkocht. De titel was geïnspireerd op de legende van Fontein van de Eeuwige Jeugd. Het boek beschrijft de Vijf Tibetanen: een soort yoga-achtige oefeningen, rites in het boek, van Tibetaanse herkomst. 21 maal per dag uitgevoerd, zou men er volgens het boek opmerkelijk veel vitaler door worden en er jaren jonger uitzien.
Peter Kelder groeide op als adoptiekind in het midwesten van de VS. Gedurende zijn tienerjaren vertrok hij van huis en reisde naar verschillende landen over de wereld. Hij kwam terug als een ontwikkeld man die meerdere talen beheerste en hield van boeken en poëzie. Over het bestaan en nog in leven zijn van de auteur Peter Kelder is verder veel onduidelijkheid. Volgens "Book 2" is Kelder is een intens teruggetrokken man die behalve bovenstaande details niets van zichzelf kwijt wil. In het betreffende boek uit 1999 wordt gemeld dat Kelder op dat moment nog steeds in leven is.